# Colica
La colica  o dolore colico definisce una forma specifica di percezione del dolore caratterizzata da accessi parossistici intervallati da periodi di remissione. Come sintomo caratteristico di affezioni degli organi cavi, il dolore è presente nelle fasi di contrazione del viscere, mentre la remissione nelle fasi di rilassamento; essendo la contrazione di organi cavi un processo che va incontro a "stanchezza", tra un attacco di colica e un altro sono generalmente presenti periodi più lunghi di assenza di dolore. Generalmente si risolve spontaneamente una volta che sia stata rimossa la causa scatenante.

## Tipologia
Le forme più comuni di colica sono:
- Colica addominale
- Colica biliare
- Colica renale

## In veterinaria
Le coliche sono una causa di morbidità e di mortalità alta nei cavalli, spesso causata dall'ingestione di sabbia.